# ناصری (نشریه)
نشریهٔ ناصری تبریز یک نشریهٔ آموزشگاهی است که توسط میرزا محمد ندیم‌باشی، ندیم مخصوص مظفرالدین میرزا، به سال ۱۳۱۱ (قمری)، یعنی در واپسین سال‌های ولایت عهدی وی، در مدرسهٔ مبارکه مظفریه تبریز آغاز به انتشار کرد. نخستین بار در تاریخ مطبوعات ایران، «ناصری» برای مدرسه‌ها و دانش‌آموزان به طور رسمی تخفیف قایل شد: «از مدارس و مکاتب نصف قیمت مطالبه می‌شود».

## درون‌مایه
ناصری که نشان رسمیش همان نشان رسمی دولت ایران بود، به مدت شش سال، ماهی سه بار منتشر می‌شد. این نشریه بیشتر به موضوع‌های علمی، آموزشی، تربیتی، برزیگری، صنعتی و اقتصادی می‌پرداخت و با سیاست کاری نداشت. خبرهای آموزشی و اخبار مربوط به کتاب‌های کودکان و نوجوانان، از جمله مطالب آن بود.